# Armando Cooper
Armando Cooper   (Colón, 26 de novembre de 1987) és un futbolista panameny de la dècada de 2010.
Fou més de 100 cops internacional amb la selecció de Panamà.
Pel que fa a clubs, destacà a Árabe Unido i Godoy Cruz.